# Karhari, Aland
Karhari là một làng thuộc tehsil Aland, huyện Gulbarga, bang Karnataka, Ấn Độ.